# شاكربورة
شكربورا (بالأذرية: şəkərbura)، هي حلويات شعبية أذربيجانية تصنع في عيد النوروز.
تصنع بشكل أساسي من الطحين والسكر والبندق. يعد الشاكربورة على اشكال نصف دائرية وتعنى القمر.

## اصل الكلمة
«شكر» تعني (حلو) بالتركية و«بورا» تعني (كعك)، فتأتي شكربورا مجتمعة بمعنى الكعك الحلو.
بسبب صنع شكربورا بشكل نصف دائري فأنها أعطيت معنى القمر أيضا، وتصنع أيضا في عيد النوروز القوغال وتعني الشمس والبقلاوة تعني النجوم.ئ
وفقا لبعض المصادر، ترجع هذه التسمية إلى الكلمة التركية «شكر بيورك» والتي تعني فطيرة صغيرة على شكل هلال.

## التاريخ
يعود شكربورا إلى الدولة الأذربيجانبة ودخل إلى المطبخ الأذربيجاني. يعتبر واحدا من الثلاثة الحلويات
التي يطبخ في العيد نوروز.
(البقلاوة، القوغال، شكربورا)
يتعلق تاريخ شكربورا بالتاريخ العيد نوروز  الذي يعتبر العيد أكبر الأعياد عند الاذربيجاني ويُحتفل به
في الاذربايجان وفي الدول الإسلامية الأخرى ومما يعود قبل القرون الوسطى.
كما يعد شكربورا في طقوص المشاركة والاعياد الأخرى.

## طريقة التحضير

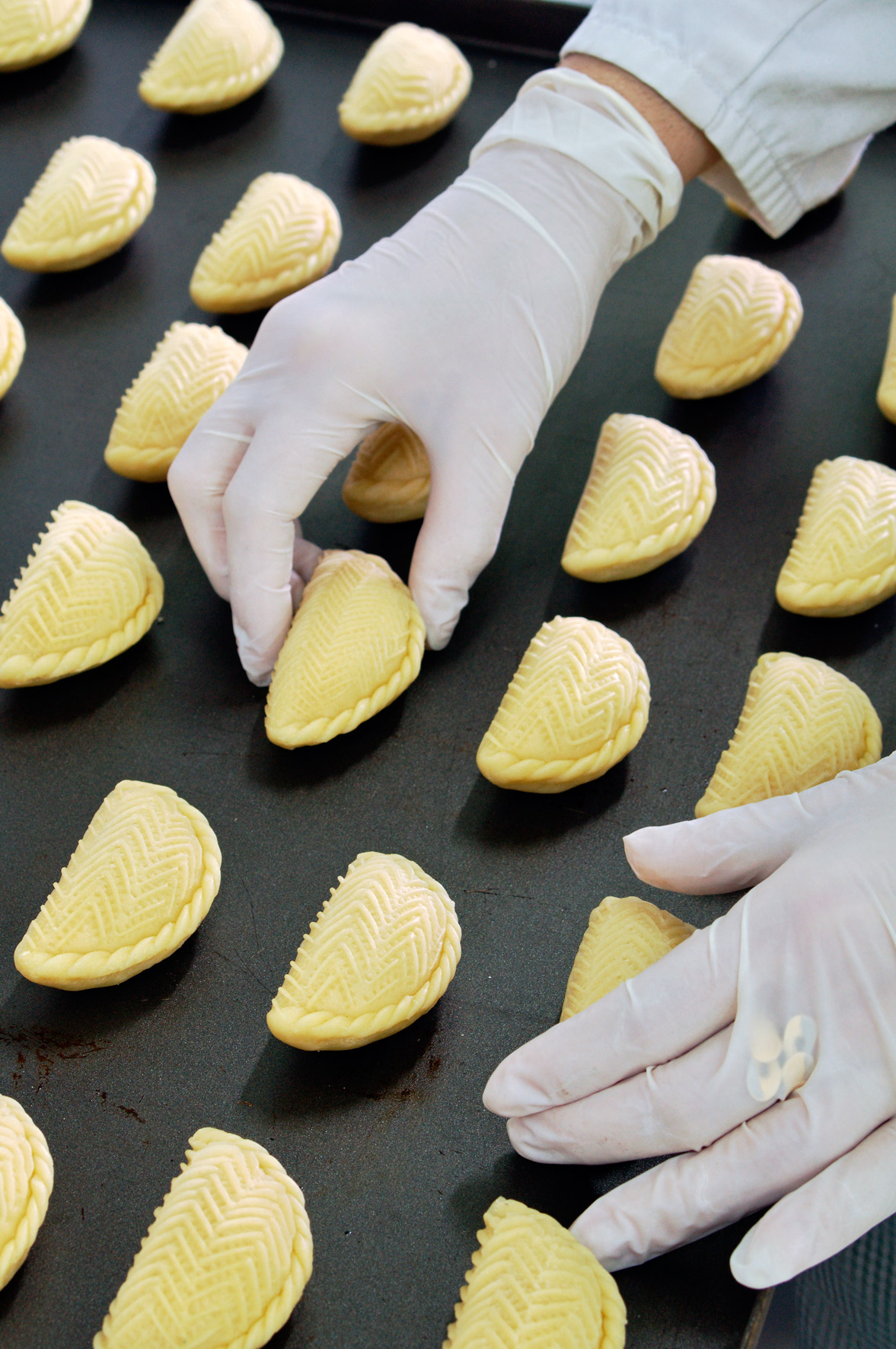
شكربورا

يحضر شكربورا من الطحين، الزبدة، السكار، البيض، العجين المختمر، الهال، الحليب، القشدة الخامر، والملح.
كما يزيد «شكربورا» بالرسوم المختلف (مثل رسوم الشجرة رأس السنة التي يمكن القيام بها بواسطة المنقاش)
و ثم توضع فطائر «شكربورا» في الفرن الساخن في 180 درجة مئوية لمدة 35-45 دقيقة